# Radmila Vasileva
Radmila Krumova Vasileva, coniugata Turner (in bulgaro Радмила Крумова Василева-Търнър?; Sofia, 5 gennaio 1964), è un'ex cestista bulgara.

## Carriera
Con la Bulgaria ha disputato i Giochi olimpici di Seul 1988, due edizioni dei Campionati mondiali (1983, 1986) e due dei Campionati europei (1983, 1987).